# 费利克斯王子 (施瓦岑贝格)
費利克斯王子·施瓦岑貝格（德語：Felix Prinz zu Schwarzenberg，1800年10月2日—1852年4月5日）是波希米亚貴族、奥地利政治家，施瓦岑貝格家族的成員，將軍卡爾·菲利普·施瓦岑貝格的姪子。他使哈布斯堡帝国在1848年革命后再次成为欧洲大国。从1848年到1852年，他担任了奥地利首相和外交大臣。
1850年他在俄國的支持下，逼迫普魯士放棄埃爾福特聯盟（普國正以此稱霸北德）、簽訂奧爾米茨條約（恢復了德意志邦聯），締造巨大的外交成就，如此的侮辱讓普魯士以「奧爾米茲之恥」來稱呼此一事件，連帶促成了後來1866年普奧戰爭的復仇之戰。

## 生平
费利克斯·施瓦岑贝格出生于位于波西米亚的克鲁毛，是约瑟夫·施瓦岑贝格亲王 (1769-1833) 的次子，其妻为帕乌利娜·阿伦贝格公主。施瓦岑贝格家族是波希米亚最具影响力的贵族家族之一。他的哥哥约翰·阿道夫二世·施瓦岑贝格亲王后来发起了修建奥地利皇家國家鐵路，该铁路连接维也纳和比尔森（皮尔森）。费利克斯的弟弟弗雷德里克于 1835 年成为萨尔茨堡大主教，1849 年成为布拉格大主教。
施瓦岑贝格是拿破仑战争后期奥地利军队指挥官施瓦岑贝格亲王卡尔·菲利普 (1771-1820) 的侄子。经过短暂的军旅生涯后，他进入了外交部门，成为当时的国家总理克萊門斯·文策爾·馮·梅特涅亲王的门生。他曾任职于圣彼得堡、伦敦、巴黎、都灵和那不勒斯的多个奥地利大使馆。
1828 年，作为伦敦的外交随员，他与简·迪格比发生婚外情。在他导致简的丈夫 – 爱德华·劳，第一代埃伦博罗伯爵 – 离婚并使她怀孕后，他抛弃了她。这一事件使他获得了伦敦的绰号“卡德兰王子”。
1848 年革命爆发后，他迅速赶往倫巴第-威尼托王國，加入陆军元帅约瑟夫·拉德茨基麾下，在米兰击败了撒丁尼亚国王查理·阿尔贝特的意大利叛军。作为拉德茨基的亲密顾问，以及镇压了布拉格六月起义和 10 月维也纳起义的温迪施-格拉茨亲王元帅的姻兄弟，施瓦岑贝格于 1848 年 11 月 21 日被任命为奥地利部长主席（一年内的第六位）和外交部长。在这些他一直担任到英年早逝的职位上，他的第一步是确保由弗朗茨·约瑟夫取代无能的奥地利皇帝斐迪南一世。在王储弗朗茨·卡尔大公放弃继承权后，斐迪南于 12 月 2 日在奥洛穆茨退位。
施瓦岑贝格组建了一个新政府，其中既有像内政部长弗朗茨·冯·施塔迪恩伯爵这样的保守派政客，也有像亚历山大·冯·巴赫男爵、卡尔·路德维希·冯·布鲁克和安东·冯·施梅尔林这样自由派的盟友，以及波西米亚联邦主义的教育部长利奥波德·冯·图恩和霍恩斯坦伯爵。吸取了梅特涅的教训，施瓦岑贝格决心不仅要战斗，还要战胜革命。针对法兰克福议会关于“德意志问题”的看法，他主张建立一个奥地利-德意志联邦，包括所有位于德意志邦联内外的奥地利王室领地。他通过召回奥地利代表并通过颁布 1849 年 3 月宪法来剥夺法兰克福议会的合法性，并抢先实施了奥地利克雷姆西尔议会的联邦主义思想。
施瓦岑贝格与新皇帝一起，请求俄羅斯帝國军队帮助镇压匈牙利叛乱，从而使奥地利能够自由地尝试阻止普鲁士主导德国的野心。他废除民主改革，并在 1849 年 3 月宪法下重建了奥地利的君主控制，该宪法将哈布斯堡帝国转变为一个统一的中央集权国家。在德意志二元制问题上，他能够迫使普鲁士服从奥尔米茨协议，迫使其暂时放弃将德国统一在自己领导下的计划，并同意重建旧的德意志邦联。与此同时，他的政府还启动了重大的行政、司法和教育改革。
施瓦岑贝格于 1852 年 4 月 5 日星期一傍晚在维也纳任职期间因中风去世。